# Lina Buffolente
Lina Buffolente (Vicenza, 27 ottobre 1924 – Milano, 6 marzo 2007) è stata una fumettista italiana prima donna a occuparsi di fumetti in Italia, attiva per cinquant'anni pubblicando per alcuni dei principali editori di fumetti italiani, oltre che per il mercato francese, per la pubblicità e, per decenni, ha disegnato rebus per la Settimana Enigmistica.

## Biografia
Nata a Vicenza, si trasferì con la famiglia a Milano dove, dopo essersi diplomata all'Accademia di Belle Arti di Brera, iniziò a lavorare nel 1941 come assistente di Giuseppe Cappadonia per l'Edital realizzando storie a fumetti di genere avventuroso senza personaggi fissi per la collana di Albi Mundus oltre a illustrazioni per il volume L'isola Maledetta.
Durante la seconda guerra mondiale inizia a collaborare con le Edizioni Alpe di Giuseppe Caregaro, realizzando inizialmente le inchiostrature delle tavole a matita di Leo Cimpellin della serie western umoristiche Petto di pollo; la collaborazione continuò anche nel dopoguerra e durante gli anni cinquanta ideando personaggi come Frisco Jim, Colorado Kid e Calamity Jane, pubblicati sulla serie Gli Albi dell'Ardimento, realizzando anche serie come Lo scudiero del duca, Il piccolo re, Hello Jim, Il falco del Texas, oltre a realizzare storie di Cucciolo.
Contemporaneamente lavorò per altri, come l'editore Bulzoni per il quale realizzò storie a fumetti di genere fantascientifico della serie Lupo (1945); per la casa editrice Il cigno quattro albi western a fumetti della collana Il nastro scarlatto dal 1944 al 1945 e, per le Edizioni Audace di Tea Bonelli, alternandosi a Vittorio Cossio, disegnò la serie Furio Mascherato, mentre per l'Editrice ARC realizza Tom Mix e Tom Bill; dal 1945 al 1947, per la Ventura Editore, disegnò una serie di trasposizioni a fumetti di classici letterari come "I Miserabili", "I Tre Moschettieri", "Vent'anni dopo", "Il visconte di Bragelonne", "Il conte di Montecristo", nonché la serie Nadia, il primo fumetto pubblicato in un settimanale bilingue italiano-inglese, Per voi! / For You!, sceneggiato dall'editore Giulio Cesare Ventura. Per l'Editrice Carroccio realizzò le illustrazioni di varie collane di albi come Collana Minuscola o Collana Gnomi e fate per poi dedicarsi ai classici della letteratura per ragazzi; per la casa editrice Bietti illustra nel 1945 una edizione del Barone di Münchhausen e, nel 1946, inizia a collaborare alla serie di supplementi del settimanale Vittorioso realizzando illustrazioni per racconti. Per l'editore Tristano Torelli realizza la serie Sciuscià.
Nel 1948 iniziò una ventennale collaborazione con l'Editrice Universo, realizzando varie serie come Liberty Kid sull'Intrepido e Fiordistella principessa del cielo su Il Monello; inoltre a Rouletabille, Nick Reporter e Capitan Walter, pubblicato sul tascabile de Il Vittorioso (1954). Dal 1956 disegna la serie avventurosa Forza John.
Lavora anche per il mercato francese per gli editori Aventures & Voyages e per la Lug, collaborando a varie serie come Gun Gallon, Rouletabille o Nick Reporter, mentre per la Germania realizza alcuni episodi di Reno Kid. Dagli anni settanta riprende a collaborare con la Casa Editrice Bonelli, continuando le avventure del Piccolo Ranger dal 1973 al 1984, e realizzando alcuni episodi di River Bill e de Il Comandante Mark, serie per la quale realizzerà storie della collana regolare fino al 1990 e per la collana di supplementi annuali fino al 2000. Nel 1992 riprende anche la collaborazione con la Universo, disegnando River Queen per Intrepido. Si ritira nel 2000, realizzando però sporadicamente illustrazioni per la ristampa del Comandante Mark pubblicata da IF Edizioni.
Morì a Milano il 6 marzo 2007.

## Riconoscimenti
- La collana "Quaderni d'autori", realizzata da EPIERRE (la casa editrice della rivista-libro "if", interamente dedicata al fumetto) ha dedicato proprio a Lina Buffolente il primo numero, presentato a Cartoomics 2001, manifestazione che aveva come tema "le donne del fumetto", nell'ambito della quale si è svolta la mostra retrospettiva in onore dei 60 anni di attività di Lina. Il volume, a cura di Davide Barzi, si intitola "Lina Buffolente/Anna Lazzarini", ed è formato da una lunga "intervista reciproca" tra la prima disegnatrice di fumetti in Italia e un'autrice della nuova generazione.
- Ambrogino d'oro (1984).[4]
- Il Comune di Milano nel 2017 ha iscritto il suo nome nel Famedio, all'interno del Cimitero Monumentale.[10][4]